# Calixto María González
Calixto María González fue un político argentino que se desempeñó provisionalmente como gobernador de Córdoba en varias oportunidades. Había sido diputado al Congreso General de 1824, firmando la Constitución Argentina de 1826.

## Gobernador delegado
En 1831, el gobernador José Vicente Reynafé lo nombró ministro general. El 12 de octubre el gobernador sale de la ciudad para pelear contra los unitarios, delegando en González, con las facultades extraordinarias que investía por entonces. Nombró secretario a Dionisio Centeno. González ordenó que todos los ciudadanos entregaran las armas que poseyeran, y mandó entregar elementos de trabajo a “todos los federales y amigos de su país”. Este interinato se extendió hasta mayo del año siguiente. 
Siendo ministro del breve gobierno provisorio de Andrés Avelino Aramburú se hizo cargo formalmente de la gobernación el 16 de noviembre de 1835, para entregar el mando al siguiente día a Manuel López “Quebracho”, quien asumía como gobernador de facto de la provincia, permaneciendo González como su ministro.
En el ejercicio de esas funciones, asumió nuevamente como gobernador delegado el 8 de febrero de 1836, en ocasión en que López abandonó la ciudad. Le tocó remitir a Buenos Aires a quienes se acusaron de cómpices de los Reynafé, implicados en el asesinato de Facundo Quiroga, entre ellos el exgobernador José Roque Funes. En mayo de 1836 López reasumiría el mando.
En 1844, aún como ministro de López, éste renunció, quedando a cargo provisoriamente del gobierno provincial hasta que López juró para un nuevo período. 
Presidió en 1847 la junta de representantes que sancionó el Código constitucional provisorio de la provincia de Córdoba. El 7 de diciembre de aquel año, López delegó en González para recorrer el sur provincial.